# راندال س. بيرغ جونيور
راندال س. بيرغ جونيور (بالإنجليزية: Randall C. Berg, Jr.)‏ هو محامي أمريكي، ولد في 17 يناير 1949 في كولومبوس في الولايات المتحدة، وتوفي في 10 أبريل 2019 بسبب مرض.